# Corteolona
Corteolona (lombardul: Curturona) település Olaszországban, Lombardia régióban, Pavia megyében.  Corteolona Belgioioso, Costa de’ Nobili, Filighera, Genzone, Gerenzago, Inverno e Monteleone, Torre de’ Negri és Santa Cristina e Bissone községekkel határos.

## Népesség
A település lakossága az elmúlt években az alábbi módon változott: